# Indisch-pakistanische Beziehungen
Die indisch-pakistanischen Beziehungen wurden seit der Unabhängigkeit beider Länder (1947) von dem Kaschmir-Konflikt überschattet. Indien und Pakistan entstanden durch die Teilung Indiens aus Britisch-Indien, wobei es mit der Trennung zu Massenvertreibungen und Territorialkonflikten kam. Die beiden Länder führten seitdem vier (1947/48, 1965, 1971, 1999) Kriege gegeneinander. Das überwiegend muslimische Pakistan und mehrheitlich hinduistische Indien haben sich einen geopolitischen Wettbewerb geliefert, in dem sie versucht haben sich gegenseitig zu schaden. Indien unterstützte die Abspaltung Ostpakistans als Staat Bangladesch von Westpakistan durch eine militärische Intervention und Pakistan unterstützte den Aufstand in Kaschmir und auch Terrorismus gegen Indien, wie bei den Anschlägen in Mumbai 2008. Dieser Machtwettbewerb in der Region Südasien hat auch dazu geführt, dass beide Länder zu Atommächten geworden sind, was dem Konflikt zwischen beiden Ländern eine hohe Bedeutung auch für die internationale Diplomatie gibt. Aufgrund der religiös-kulturellen Komponente des Konflikts haben die Beziehungen beider Länder auch die Innenpolitik und die interkonfessionellen Verhältnisse beider Länder beeinflusst. Trotz der sehr schwierigen Beziehungen haben beide Seiten auch mehrere Abkommen zur Beilegung von Streitigkeiten geschlossen und sind gemeinsam Mitgliedsstaaten der Südasiatische Vereinigung für regionale Kooperation (SAARC) und der Shanghaier Organisation für Zusammenarbeit (SCO).

## Geschichte

### Vorgeschichte und Teilung Indiens

Teilung Indiens 1947

Die Ausbreitung des Islam auf dem indischen Subkontinent erfolgte sowohl durch Handelskontakte mit der islamischen Welt als auch durch territoriale Eroberung. Die Araber eroberten Sindh bereits im 8. Jahrhundert und durch Kontakte mit arabischen Seefahrern wurde ein großer Teil der Bevölkerung von Bengalen muslimisch. Mit dem Sultanat von Delhi (1206–1526) und dem Mogulreich (1526–1857) beherrschten zwei islamische Großreiche über Jahrhunderte große Teile des Subkontinents und prägten insbesondere den Nordosten kulturell. Der britische Einfluss in Indien begann mit den Aktivitäten der 1600 gegründeten britischen Ostindien-Kompanie, welche Stück für Stück Indien unterwarf. Nach dem Sepoy-Aufstand von 1857 wurde das bis dahin nominell unabhängige Mogulreich aufgelöst und Indien als Britisch-Indien eine Kolonie des Britischen Weltreichs. Die Briten teilten Indien auf in von ihnen direkt verwaltete Provinzen und über 500 sogenannte Fürstenstaaten, wo lokale Herrscher als Vasallen der Briten regierten. Das Ausspielen von Muslimen und Hindus gegeneinander nach dem Prinzip divide et impera war dabei eine gängige Praxis der britischen Kolonialherrschaft. Eine wichtige Institutionalisierung der Trennung zwischen Hindus und Muslimen wurde dabei 1909 vorgenommen, als nach dem Zulassen von Wahlen in Britisch-Indien separate Wählerschaften für Muslime und Hindus eingeführt wurden, die getrennt ihre politischen Führer wählten. Als gesamtindische Unabhängigkeitsbewegung fungierte der Indische Nationalkongress, während die Muslimliga die Interessen der Muslime vertrat. 1940 forderte der Führer der Muslimliga Muhammad Ali Jinnah einen unabhängigen Staat für die indischen Muslime. Grundlage dieser Forderung war die Zwei-Nationen-Theorie von Muhammad Iqbal, nach der Muslime und Hindus Indiens eigenständige Nationen bilden. Nach dem Zweiten Weltkrieg (1939–1945) war die Position der Briten in Indien unhaltbar geworden und die Dekolonialisierung Indiens wurde eingeleitet. Es kam zu gewalttätigen Auseinandersetzungen zwischen den Religionsgruppen und die Teilung Indiens wurde beschlossen, nachdem die Führer der indischen Unabhängigkeitsbewegung sich nicht auf einen gemeinsamen Staat verständigen konnten. Nach dem Mountbattenplan wurde ein muslimischer Staat Pakistan in den mehrheitlich von Muslimen bewohnenden Regionen von Britisch-Indien geschaffen, während den Fürstenstaaten die freie Wahl gelassen wurde, welchem Staat sie sich anschließen wollten. Die Grenzziehung der beiden neuen Staaten wurde erst am 17. August 1947 (einen Tag nach der Unabhängigkeit) verkündet und führte zu Chaos, Massakern und Vertreibung. Muslime flohen dabei nach Pakistan und Hindus nach Indien und auch zwischen anderen Regionsgruppen kam es zu Gewalt. Schätzungen zufolge starben dabei eine Million Menschen und zwischen 12 Millionen und 20 Millionen Menschen wurden vertrieben. Die Teilung Indiens führte auch zur Teilung von historischen und ethnolinguistisch einheitlichen Regionen wie Bengalen oder Punjab, mit verheerenden Folgen für die lokale Wirtschaft. Der muslimische Staat Pakistan, für den es in dieser Form keinen historischen Vorläufer gab, bestand aus den voneinander getrennten Hälften Westpakistan und Ostpakistan, die außerhalb der gemeinsamen Religion keine kulturelle Einheit bildeten.

### Beginn des Kaschmir-Konflikts und erster indisch-pakistanischer Krieg

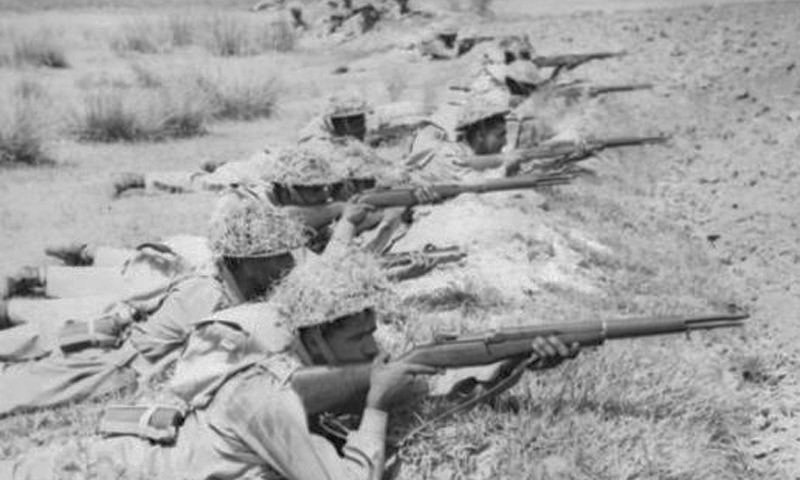
Pakistanische Truppen während des ersten indisch-pakistanischen Kriegs (1948)

Durch die Gewalt zwischen den Religionsgruppen im Vorfeld stand die Gründung beider Staaten bereits unter ungünstigen Vorzeichen. Der nächste Konflikt entstand durch die unklare Zugehörigkeit der Fürstenstaaten. Der mehrheitlich hinduistische Staat Junagadh, dessen Herrscher sich Pakistan anschließen wollte, wurde von Indien annektiert. Ebenso wie Hyderabad im Herzen Indiens, welches einen muslimischen Herrscher hatte und keiner Seite eindeutig zuneigte. Ein langanhaltender Konflikt entstand um die nördliche Region Kaschmir. Hier wollte der Maharadscha von Jammu und Kaschmir Hari Singh seine lokale Unabhängigkeit zunächst nicht aufgeben. Schließlich gelangten paschtunische Stammeskrieger von Pakistan aus nach Kaschmir und begannen auf Srinagar vorzurücken. Der Maharadscha bat um Hilfe bei Indien und bot dafür den späteren Beitritt Kaschmirs zu Indien. Die Inder intervenierten daraufhin in Kaschmir militärisch. Nachdem Indien die paschtunischen Aufständischen zurückgedrängt hatte, begann Pakistan 1948 seine regulären Streitkräfte in den Kampf zu schicken. Mithilfe der UN wurde nach anhaltenden Kämpfen ein Waffenstillstandsabkommen an der Line of Control vereinbart und eine Volksabstimmung zur Klärung der territorialen Zugehörigkeit Kaschmirs vereinbart. Der erste indisch-pakistanische Krieg endete damit 1949. Beide Seiten konnten sich danach allerdings nicht auf die Bedingungen zur Durchführung eines Referendums einigen und beide Seiten begannen die unter Kontrolle stehenden Gebiete Kaschmirs als Teil des eigenen Staatsgebiets zu verwalten, womit Kaschmir de-Facto in einen von Pakistan beherrschten Westteil und einen indisch beherrschten Ostteil getrennt wurde.

### Zeit bis zum Ende des zweiten indisch-pakistanischen Kriegs

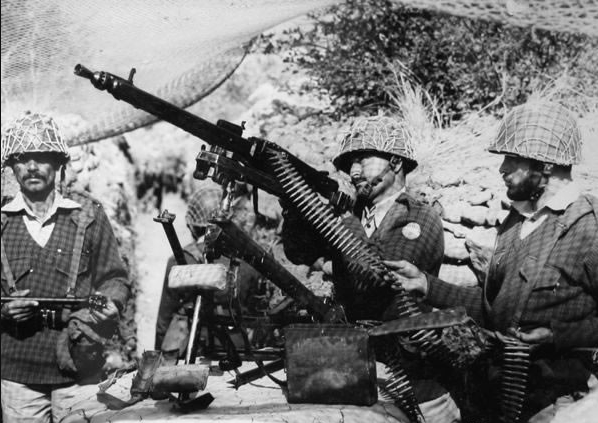
Kämpfe während des zweiten indisch-pakistanischen Kriegs (1965)

In den 1950er Jahren blieben die Beziehungen zwischen beiden Staaten angespannt. Ein Streitpunkt zwischen den Ländern blieb die Wassernutzung des Flusses Indus, eine Frage, welche durch die Teilung der Region Punjab entstanden war. 1960 wurde, vermittelt durch die Weltbank, schließlich der Indus-Wasservertrag unterschrieben, der die Wasserverteilung regelte, jedoch nicht alle Streitigkeiten beseitigten konnte. Außenpolitisch orientierten sich beide Länder unterschiedlich. Pakistan baute enge Beziehungen zu den westlichen Staaten auf, einschließlich einer engen militärischen Kooperation mit den Vereinigten Staaten. Ab 1962 etablierte Pakistan auch gute Beziehungen zur Volksrepublik China, mit der es ein Grenzabkommen schloss, bei dem es seine Nordgrenze mit China festlegte und Gebiete an China abtrat, die Indien beanspruchte. Indien dagegen führte 1962 einen kurzen indisch-chinesischen Grenzkrieg, welcher für Indien mit einer demütigenden Niederlage endete. In seiner Außenpolitik war Indien ein Befürworter der Blockfreiheit, lehnte sich allerdings eng an die Sowjetunion an. Der Konflikt mit Pakistan blieb weiterhin ungeklärt und mündete 1965 in den zweiten indisch-pakistanischen Krieg. Nach der Niederlage Indiens gegen China und dem Tod seines Staatsgründers Jawaharlal Nehru sah das mit US-amerikanischen Waffen hochgerüstete Pakistan seine Chance gekommen, die Kaschmir-Frage militärisch zu lösen. Die Pakistaner begannen zum Test der indischen Kapazitäten eine Offensive am Rann von Kachchh (die mit einem Abkommen mit leichten pakistanischen Gebietsgewinnen endete) und begannen muslimische Aufständische im indischen Kaschmir zu unterstützen, um nach dem Beginn eines Bürgerkriegs später militärisch intervenieren zu können. Die Entfachung eines Aufstands misslang allerdings und Indien überschritt die Waffenstillstandslinie und stieß bis nach Sialkot und Lahore vor. Nach 22 Tagen wurden ein von der UN vermittelter Waffenstillstand geschlossen, bis dahin hatte die Auseinandersetzung 20.000 Soldaten das Leben gekostet.

### Abkommen von Taschkent und dritter indisch-pakistanischer Krieg

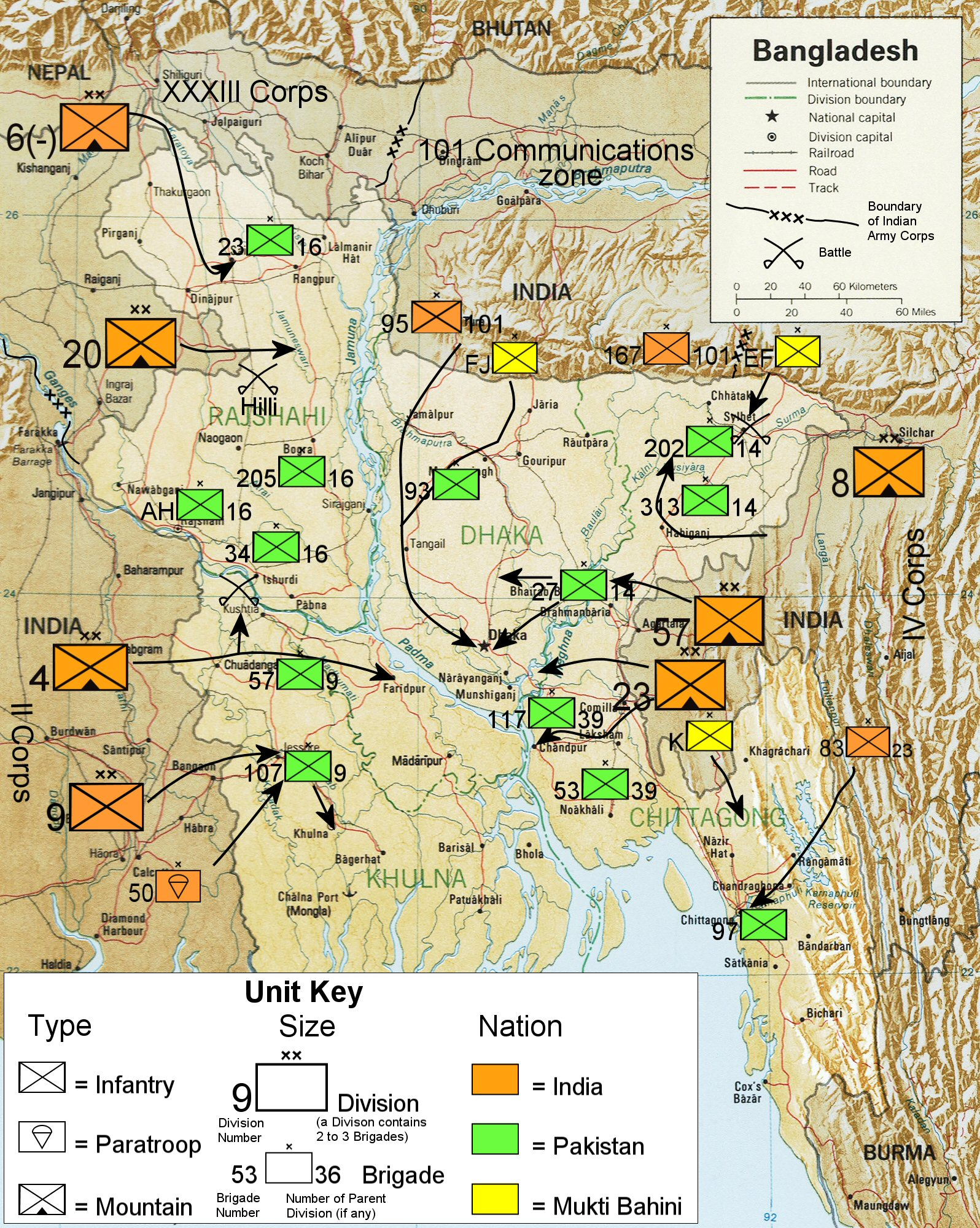
Truppenbewegungen während des Bangladesch-Kriegs (1971)

Auf Vermittlung der Sowjetunion wurde 1966 die Deklaration von Taschkent verabschiedet. Diese stellte die ursprüngliche Waffenstillstandslinie mit minimalen Veränderungen wieder her. Auch wurde die Wiederaufnahme diplomatischer Beziehungen zwischen beiden Staaten vereinbart und ein Friedensabkommen unterzeichnet. Der geopolitische Wettbewerb beider Staaten setzte sich in der Folgezeit allerdings weiter fort und in den späten 1960er und frühen 1970er Jahren kam es zu einer politischen Krise in Ostpakistan. Das geografisch fast komplett vom verfeindeten Indien umschlossene Ostpakistan wurde wirtschaftlich und politisch gegenüber dem Westen benachteiligt. Auch der Status des westpakistanischen Urdu im vorwiegend bengalischsprachigen Landesteil und die Auswirkungen des verheerenden Zyklons in Ostpakistan 1970 befeuerten den Separatismus. Nach dem Wahlsieg der separatistischen Awami-Liga in Ostpakistan schritt das pakistanische Militär ein und es kam zum Krieg. Die Streitkräfte richteten Massaker an der bengalischen Zivilbevölkerung mit bis zu drei Millionen Toten an und entführten und vergewaltigten hunderttausende Frauen. Zehn Millionen Ostpakistaner flüchten in Folge nach Indien. Indien unter Indira Gandhi begann im Dezember 1971 mit Rückendeckung der Sowjetunion in den Konflikt zu intervenieren und den bengalischen Aufständischen zu Hilfe zu kommen. Die pakistanischen Streitkräfte hatten wegen ihrer fehlender Verteidigungsstrategie für Ostpakistan dem wenig entgegenzusetzen und nach der Kapitulation der pakistanischen Streitkräfte wurde Ostpakistan als eigenständiges Bangladesch unabhängig. Dies war ein bedeutender strategischer Sieg für Indien, da Pakistan somit der Hälfte seiner Einwohnerzahl beraubt wurde und im geopolitischen Wettbewerb damit gegenüber Indien geschwächt wurde. 1972 wurde schließlich das Shimla-Abkommen zwischen Indien und Pakistan geschlossen. Dabei wurde die bisherige Line of Control in Kaschmir als quasi-Grenze zwischen beiden Ländern bekräftigt und Pakistan erkannte die Unabhängigkeit von Bangladesch an. Auch wurde vereinbart, den Kaschmir-Konflikt in Zukunft bilateral zu regeln und eine internationale Einmischung zu verhindern. Das Abkommen beruhigte den bewaffneten Konflikt zwischen beiden Ländern vorerst, beendete aber nicht deren Rivalität.

### Atomwettrüsten beider Staaten und Kargil-Krise

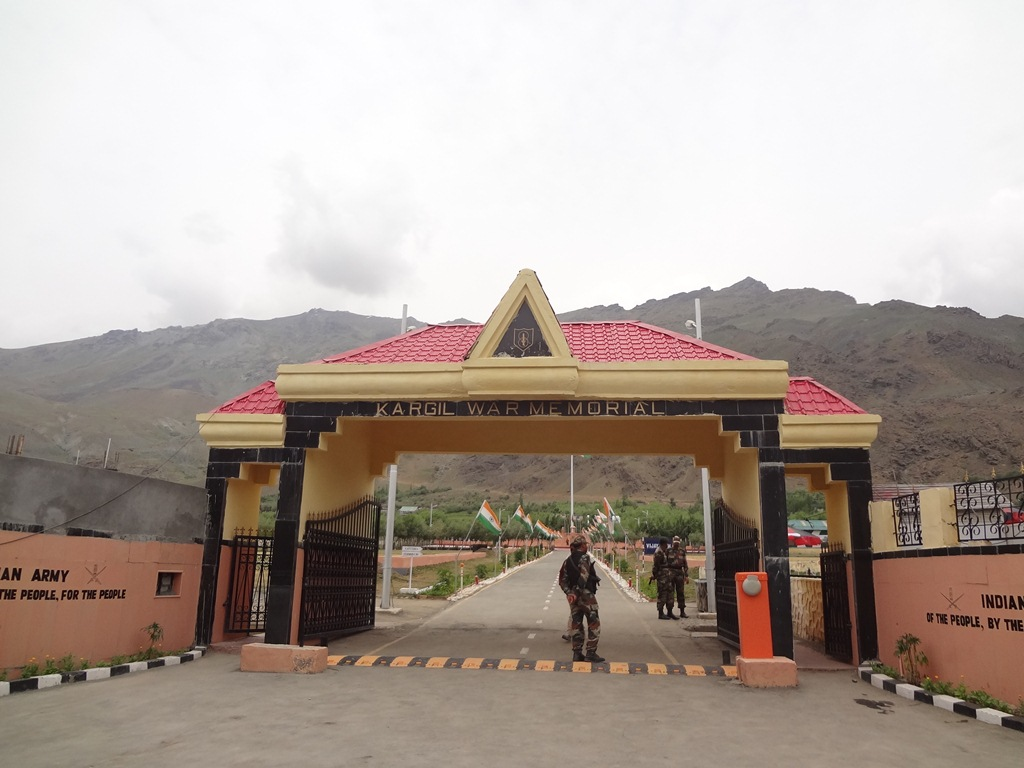
Kriegsdenkmal für den Kargil-Krieg

Während der Bangladesch-Krise schickten die USA als Verbündete Pakistans Schlachtschiffe in den Golf von Bengalen und drohten Indien im Falle eines Angriffs auf Westpakistan mit Krieg. Restpakistan erlebte nach dem verlorenen Krieg ein nationales Trauma. Das beidseitig verletzte Sicherheitsgefühl führte zu einem atomaren Wettrüsten zwischen beiden Staaten. Indien hatte schon in den 1960er Jahren mit einem eigenen Atomprogramm begonnen und führte 1974 seinen ersten Atomtest durch. Nach der Niederlage gegen Indien gab der pakistanische Premier Zulfikar Ali Bhutto den Bau eigener Atombomben im Januar 1972 in Auftrag. Er machte die Entwicklung von Atomwaffen zur obersten nationalen Priorität und verkündete den Bau einer „islamischen Bombe“ und diese auch zu entwickeln „selbst wenn wir (Pakistan) Gras und Blätter essen oder hungrig bleiben müssen“. Ende der 1970er Jahre unterstützte Pakistan auch die Mudschahid in Afghanistan (mit Unterstützung der USA) sowie später die Taliban, um gegenüber Indien an „strategischer Tiefe“ zu gewinnen. Auch unterstützte es militante Aufständische in Kaschmir, weshalb Indien Pakistan vorwarf, den Terrorismus zu unterstützen. 1988 führte die hindunationalistische Regierung in Indien einen Atomwaffentest durch, in Reaktion darauf führte auch Pakistan einen Atomwaffentest durch, was schließlich zur Verhängung von internationalen Sanktionen gegen beide Länder führte. Mit der nuklearen Bewaffnung beider Länder erlangte ihr politischer Konflikt eine neue Brisanz. 1999 kam es mit dem kurzzeitigen Kargil-Krieg zu einer weiteren schweren Krise. Dabei startete Pakistan eine Offensive in Kaschmir, bei der mehrere tausend Soldaten auf beiden Seiten unter extremen Wetter- und Höhenbedingungen ums Leben kamen. Nach einigen Wochen endeten die Kämpfe ohne territoriale Veränderungen. Dies war die erste große bewaffnete Auseinandersetzung beider Staaten als Atommächte und beide Seiten versuchten die Bezeichnung „Krieg“ deshalb zu vermeiden. Der pakistanische Premierminister Nawaz Sharif gab an, über die Offensive seines Militärs vorher nicht informiert worden zu sein. Sharif hatte zuvor die Beziehungen zu Indien verbessert, die Grenzen geöffnet und ein Handelsabkommen mit Indien geschlossen. Bessere Beziehungen zum langjährigen Feind sah das innenpolitisch mächtige pakistanische Militär womöglich als Bedrohung der eigenen Macht und startete deshalb eine neue militärische Krise in Kaschmir.

### Versuche der Annäherung und neue Krisen

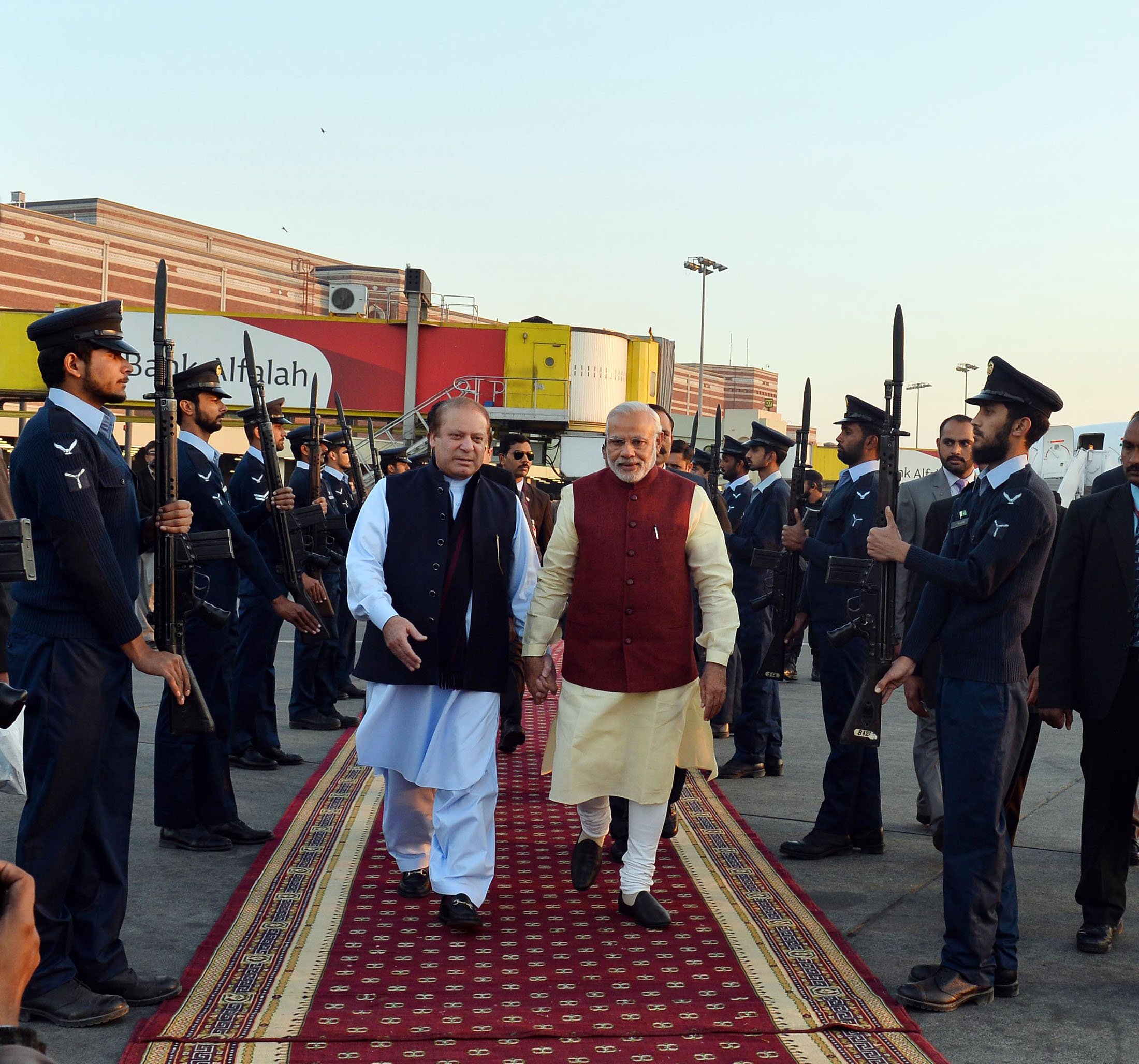
Nawaz Sharif und Narendra Modi (2015)

In der Amtszeit von Atal Bihari Vajpayee als Premierminister von Indien (1998–2003) kam es zu einer Annäherung mit Pakistan. Die Deklaration von Lahore trat im Februar 1999 in Kraft. In ihr verpflichteten sich beide Seiten zur friedlichen Koexistenz und Denuklearisierung des indischen Subkontinents. Auch wurde eine Busverbindung zwischen Delhi und Lahore in einem historischen Schritt vereinbart. Für Verhandlungen wurde Indiens Premier Vajpayee in Pakistan mit militärischen Ehren empfangen. Durch die bereits erwähnte Kargil-Krise im selben Jahr kam der Friedensprozess allerdings bald darauf ins Stocken. 2001 kam es zu einem Anschlag auf das indische Parlament in Neu-Delhi durch die von Pakistan unterstützten Terroristen von Laschkar-e Taiba und Jaish-e Mohammed, worauf Indien an der Grenze zu Kaschmir Truppen zusammenzog, was beide Länder an den Rande eines Atomkriegs brachte. Erst ein Jahr später konnte die Krise durch internationale Vermittlung entschärft werden. 2003 wurde eine erneute Annäherung zwischen beiden Staaten mit einer neuen Friedensinitiative versucht, bei der die durch die vorherigen Krisen unterbrochenen Verbindungen zwischen beiden Staaten wieder aufgenommen wurden. Im Rahmen der Cricket-Diplomatie besuchte der pakistanische Präsident Pervez Musharraf ein Cricket-Spiel in Indien und traf Indiens Ministerpräsidenten Manmohan Singh im April 2005. Zerstört wurde die Annäherung beider Länder wieder durch die Anschläge in Mumbai 2008, bei denen über 160 Menschen getötet wurden. Durchgeführt wurden die Anschläge von der von Pakistan unterstützten und ausgebildeten Terrormiliz Laschkar-e Taiba und mit Beteiligung des pakistanischen Geheimdienstes Inter-Services Intelligence (ISI). Indien legte Gespräche mit Pakistan daraufhin auf Eis. Im selben Jahr soll der ISI auch einen Anschlag auf die indische Botschaft in Kabul unterstützt haben, wo beide Länder nach dem Sturz der Taliban um Einfluss konkurrierten.
In den 2010er Jahren intensivierte Pakistan die Beziehungen zur Volksrepublik China mit enger militärischer und wirtschaftlicher Kooperation und wurde Teil der neuen Seidenstraße. Indien begann sich dagegen den USA anzunähern, dessen Beziehungen zu Pakistan sich deutlich eintrübten. Nach dem Amtsantritt von Narendra Modi 2014 als Premier Indiens startete dieser eine neue diplomatische Initiative zur Verbesserung der Beziehungen und besuchte Pakistan. Nach dem Terrorangriff auf die Pathankot Air Force Station 2016 und weiteren Anschlägen in Kaschmir wurde diese Annäherungsversuche allerdings eingestellt und Indien boykottierte 2016 das Gipfeltreffen der Südasiatischen Vereinigung für regionale Kooperation in Islamabad, wodurch diese Organisation quasi handlungsunfähig wurde. Der nationalistisch orientierte Modi legte auch eine deutlich repressivere Politik gegenüber der muslimischen Minderheit in Indien an den Tag. So hob er die lokale Autonomie des indischen Kaschmirs auf und stellte es unter direkte Verwaltung der Zentralregierung. Auch ließ er dort den Ausnahmezustand ausrufen, schloss Schulen und andere Einrichtungen und verhängte eine Ausgangssperre in dem Gebiet. Dies wurde von Pakistan kritisiert und der pakistanische Premier Imran Khan schloss infolge den Luftraum für indische Flugzeuge, setzte den bilateralen Handel mit Indien aus und verwies den indischen Hochkommissar des Landes.
Im April 2025 kündigte Indien den Indus-Wasservertrag und ordnete an, dass alle pakistanischen Staatsbürger zum 29. April 2025 ausreisen müssen. Pakistan wiederum erklärte mehrere indische Diplomaten zu unerwünschten Personen. Außerdem wurde indischen Fluggesellschaften der Betrieb in Pakistan untersagt. Grund für die Eskalation war der Terroranschlag bei Pahalgam im selben Monat, der mutmaßlich von der militanten Gruppe The Resistance Front (TRF) ausgeübt wurde. Es kam in der Folgezeit zu bewaffneten Scharmützeln zwischen beiden Staaten, wobei am 10. Mai 2025 eine von den USA vermittelte Waffenruhe in Kraft trat.

## Konflikte und Abkommen zwischen beiden Ländern

Gebietsansprüche in Kaschmir:

Die bedeutenden bewaffneten Auseinandersetzungen und Abkommen und zwischen beiden Ländern bisher waren:
| Ereignis                             | Zeitpunkt | Ergebnis |
| ------------------------------------ | --------- | --- |
| Erster Indisch-Pakistanischer Krieg  | 1947–1948 | Aufteilung Kaschmir an der Line of Control (Waffenstillstandslinie)                                                                       |
| Zweiter Indisch-Pakistanischer Krieg | 1965      | Leichte Grenzänderung am Rann von Kachchh, Vorstoß indischer Truppen nach Pakistan                                                        |
| Deklaration von Taschkent            | 1966      | Friedensvertrag zwischen Pakistan und Indien, Wiederherstellung des alten Waffenstillstandslinie von 1948 in Kaschmir                     |
| Bangladesch-Krieg                    | 1971      | Intervention Indiens in den Unabhängigkeitskrieg von Bangladesch, Sieg Indiens, Unabhängigkeit von Bangladesch                            |
| Shimla-Abkommen                      | 1972      | Pakistan erkennt die Unabhängigkeit von Bangladesch an, die Line of Control wird als quasi-Grenze zwischen den Staaten festgelegt         |
| Non-Nuclear Aggression Agreement     | 1988      | Vereinbarung zum Zweck der Verhinderung einer nuklearen Krise, Verbot eines nuklearen Überraschungsangriffs, Abkommen tritt 1991 in Kraft |
| Deklaration von Lahore               | 1999      | Aufnahme von Verkehrsverbindungen zwischen beiden Ländern und Verbesserung der bilateralen Beziehungen                                    |
| Kargil-Krieg                         | 1999      | Keine territoriale Veränderung |

## Kulturbeziehungen
Indien und Pakistan bildeten über Jahrtausende einen zusammenhängenden Kulturraum, zurückgehend bis auf die alte Indus-Kultur. Zwischen beiden Ländern bestehen zahlreiche Gemeinsamkeiten hinsichtlich Kultur, Sprache, Küche und Kleidung, insbesondere zwischen Pakistan und Nordindien. Hindustani ist die Lingua franca Nordindiens und Pakistans sowie die Amtssprache beider Länder unter den Namen Hindi bzw. Urdu. Das Standard-Urdu ist mit dem Standard-Hindi gegenseitig verstehbar, auch wenn unterschiedliche Schriftsysteme verwendet werden. Diese kulturellen Gemeinsamkeiten haben trotz der schlechten politischen Beziehungen die indische Populärkultur in Pakistan verbreitet, z. B. in Form von indischer Musik oder Filmen aus Bollywood.
Es bestehen zwischen beiden Ländern zahlreiche persönliche Verbindungen, die durch Trennung, Flucht und Vertreibung gestört wurden. Die Volksgruppe der Punjabis wurde durch die Trennung auseinandergerissen. Jedes Jahr kommen Millionen indischer Sikh-Pilger nach Nankana Sahib in Pakistan, um eine heilige Stätte der Sikhs zu besuchen. Millionen von Muslimen, die während der Unabhängigkeit aus Indien in das neu geschaffene Pakistan einwanderten, sind als Muhajir bekannt; sie leben vor allem in Karatschi und haben noch immer familiäre Verbindungen nach Indien. Im Gegenzug sind zahlreich Hindus aus Pakistan nach Indien ausgewandert. Inder und Pakistaner sind auch gemeinsam in Drittstaaten ausgewandert, z. B. in die Vereinigten Staaten oder das Vereinigte Königreich. Dortige Emigrantengemeinschaften haben positive interkonfessionelle und interkulturelle Beziehungen aufgebaut, welche sich auch für eine Verbesserung der politischen Beziehungen zwischen beiden Ländern einsetzen wie z. B. das Pakistan India & UK Friendship Forum.
Die negative Abbildung der Länder im jeweils anderen hat den Aufbau positiver Kulturbeziehungen erschwert. Auch ist der Reise- und Personenverkehr durch die abgesperrte Grenze und Reiserestriktionen erschwert. In pakistanischen Schulbüchern wird Hass auf Indien und Hindus verbreitet (Pakistanische Schulbuchkontroverse) und auch in Indiens Medien ist das von Pakistan gezeichnete Bild überwiegend negativ. Laut einer Umfrage des BBC World Service aus dem Jahr 2017 sehen nur 5 % der Inder den Einfluss Pakistans positiv und 85 % negativ, während 11 % der Pakistaner den Einfluss Indiens positiv sehen und 62 % ihn negativ einschätzen.
Durch die lange britische Kolonialherrschaft ist die englische Sportart Cricket in beiden Ländern Nationalsport. Die Länder verbindet eine langjährige Rivalität und beide Teams zählen zu den besten Cricketmannschaften. Spiele zwischen beiden Nationalmannschaften haben deshalb eine sehr große Bedeutung und Erreichen ein Publikum von hunderten Millionen Menschen.

## Wirtschaftsbeziehungen
Der Aufbau wirtschaftlicher Beziehungen wurde durch die schwierigen und überwiegend feindseligen politischen Beziehungen stark beeinträchtigt. Die Grenze zwischen beiden Ländern ist stark militarisiert und es bestehen erhebliche Hürden für den Handels- und Personenaustausch. Der Konflikt führt zu erhöhten Militärausgaben in einer von Armut geprägten Region und der fehlende Handel zwischen beiden Ländern verursacht hohe Opportunitätskosten für beide Volkswirtschaften. Ohne den Konflikt und die erhöhten Militärausgaben könnte z. B. die Wirtschaft Pakistans laut einer Berechnung über die Hälfte größer sein. 2019 stellte Pakistan die Handelsbeziehungen mit Indien ein und Indien erhöhte die Zölle auf pakistanische Waren auf 200 Prozent. Demzufolge lag der direkte Handel zwischen beiden Staaten 2020/21 bei lediglich knapp 831 Millionen US-Dollar. Der Handel zwischen beiden Ländern wird deshalb größtenteils über Dubai abgewickelt, wobei zahlreiche Zölle anfallen.